# Kontoor Brands
Kontoor Brands — американская компания, занимающаяся производством и продажей джинсов под брендами Lee, Wrangler и Rock & Republic. Штаб-квартира расположена в Гринсборо (штат Северная Каролина).

## История
В августе 2018 года VF Corporation объявила о намерении выделить в самостоятельную компанию подразделение джинсовой одежды, которому принадлежали бренды Lee (с 1969 года), Wrangler (с 1986 года) и Rock & Republic; новая компания получила название Kontoor Brands. Выделение было завершено в мае 2019 года.
В феврале 2025 года было объявлено о покупке норвежской компании Helly Hansen за 900 млн долларов.

## Собственники и руководство
Акции компании котируются на Нью-Йоркской фондовой бирже и в основном принадлежат институциональным инвесторам. По состоянию на 2025 год крупнейшими из них были BlackRock Advisors LLC (13,88 %), Vanguard Fiduciary Trust Co. (11,42 %), PNC Investments LLC (7,53 %), Fidelity Management & Research Co. LLC (4,9 %), State Street Corporation (3,89 %).
Скотт Бакстер (Scott Baxter) — председатель совета директоров, президент и генеральный директор (CEO) с создания компании в 2019 году; в VF Corporation работал с 2007 года.

## Деятельность
Подразделения компании по состоянию на 2024 год:
- Wrangler — продажа джинсов и другой одежды, а также обуви и галантереи под брендом Wrangler; 69 % выручки;
- Lee — продажа джинсов и другой одежды, а также обуви и галантереи под брендом Lee; 30 % выручки;
- другое — продажа джинсов и других товаров под брендами Chic и Rock & Republic.

Выручка за 2024 год составила 2,6 млрд долларов, из них на США пришлось 80 %, другими крупными рынками для компании были Канада, Китай, Великобритания, Франция, Германия, Италия, Нидерланды, Польша, Скандинавия и Испания.
Около 30 % товаров производят 7 собственных фабрик в Мексике, остальное изготавливают 210 контрактных производителей в 19 странах мира. Основным каналом сбыта является оптовая продажа торговым компаниям, крупнейшие покупатели: Amazon, Boot Barn, Cavender's, Kohl’s, Target и Walmart. В 2024 году на оптовую продажу в США пришлось 73 % выручки, в других странах — 15 %. Собственная розничная сеть насчитывала 20 фирменных магазинов и 57 аутлетов; ещё 187 магазинов работало по договору франчайзинга; в сумме со своим интернет-магазином этот канал сбыта принёс 12 % выручки.
В списке крупнейших компаний США Fortune 1000 за 2024 год Kontoor Brands заняла 975-е место.